# Abdelaziz Benjelloun (homme politique)
Pour les articles homonymes, voir Benjelloun et Abdelaziz Benjelloun.
Abdelaziz Benjelloun (en arabe : عبد العزيز بنجلون), né le 16 novembre 1934 à Fès et mort le 29 juin 2008, est un homme politique marocain.

## Biographie
Abdelaziz Benjelloun se marie en 1959 avec Habiba Sebti, la première polytechnicienne marocaine.
Il est sous-secrétaire d'État du Commerce, de l’Industrie moderne, des Mines et de la Marine marchande dans le Gouvernement Lamrani I de 1971 à 1972,. Il est ensuite ministre du Commerce, de l’Industrie moderne, des Mines et de la Marine marchande dans le Gouvernement Lamrani II en 1972.
Ingénieur des Ponts et Chaussées, il a été député à Karia Ba Mohamed, directeur du Bureau des recherches et participations minières (BRPM).
Le 7 mai 1974, Hassan II le nomme directeur de l'Office de Développement Industriel (ODI). Il a également été ambassadeur du Maroc au Japon dans les années 1980-1990,,.
Le 18 septembre 1990, Hassan II le nomme ambassadeur du Maroc en Allemagne.